# August Rast

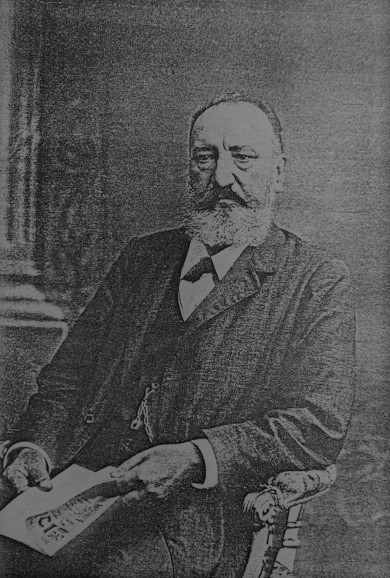
August Rast (Bezirksmuseum Ottakring)

August Rast (* 2. Dezember 1846 in Reindorf, seit 1892 ein Teil des 15. Wiener Gemeindebezirkes; † 23. Juni 1922 in Wien) war ein gelernter Schlosser, der als Mitbegründer und späterer Besitzer der Firma Rast & Gasser einer der bedeutendsten österreichischen Industriellen wurde. August Rast bekam zahlreiche Patente für Verbesserungen und Erfindungen.

## Leben
August Rasts Vater Josef Rast war ein Fragner (Kleinhändler) aus der Leopoldstadt, seit 1850 der 2. Wiener Gemeindebezirk. August Rast begann eine Schlosserlehre, die er als Geselle 1863 abschloss. Im selben Jahr arbeitete er vom 15. März bis 29. Juli in der Schlosserei Josef Estermann in der Bräuhausgasse 8, in Wien-Margareten. Vom 3. August 1863 bis 16. September 1864 war August Rast in der K. k. landesbefugten Gewehrfabrik Josef Zeilinger als „Rohrausmacher“ in Neulerchenfeld, Gärtnergasse Nr. 6, beschäftigt. Diese renommierte Neulerchenfelder Gewehrfabrik wurde ca. 1813 vom Ferlacher Büchsenmacher Joseph Dojak (1763–1826) gegründet. Zu dieser Zeit war Joseph Dojak auch Besitzer der Steingutfabrik in Wilhelmsburg und der Gewehrfabrik Göblasbruck nahe Wilhelmsburg. Bei der späteren Besitzerin, Theresia Zeilinger, geborene Rotthaller (1812–1870), war der Ottakringer Büchsenmacher Thomas Sederl (1816–1896) Werkführer der Gewehrfabrik in Göblasbruck. In der Gewehrfabrik Zeilinger konnte August Rast wahrscheinlich seine ersten Erfahrungen in der Waffenerzeugung machen.

### Die Zeit der Louis Bollmann Nähmaschinenfabrik
Louis Bollmann war ein gelernter Maschinist, der in die Vereinigten Staaten von Amerika ging, wo er sich einige Jahre speziell mit Nähmaschinen beschäftigte. Er war als Techniker und Konstrukteur für die größten amerikanischen Nähmaschinenfabriken wie zum Beispiel Wheeler & Wilson oder Grover & Baker tätig.
1861 kehrte Bollmann nach Wien zurück, wo er seine eigene Nähmaschinenfabrik gründete. Im Februar 1862 stellte er bei der Versammlung des Niederösterreichischen Gewerbevereines seine neu konstruierte Nähmaschine vom System Grover & Baker vor. Im gleichen Jahr eröffnet seine Frau Marie Bollmann eine Verkaufsniederlassung für Nähmaschinen von Louis Bollmann und Josef Bernard. Weiters bot sie die Übernahme von Näharbeiten an. 1863 gründete er zusammen mit Ignaz Eisenhut die Firma Bollmann & Eisenhut mit Sitz in Wien-Neubau, Zieglergasse 5.
Am 9. Mai 1864 gründete er an diesem Standort die Firma Louis Bollmann Nähmaschinenerzeugung. Bereits im September 1864 verlegte er die Nähmaschinen-Erzeugung in die Mariahilfer Straße Nr. 115 in Neubau.
Louis Bollmann hatte den ehrgeizigen Plan, jegliche Näharbeiten, die bisher von Hand erledigt werden mussten, mittels seiner Nähmaschinen zu fertigen. Vom Batist-Stoff bis zum Nähen von Leder und sogenannten Grobzeug. Um dies zu erreichen, konstruierte er Nähmaschinen aus verschiedenen bestehenden Systemen, die seinen Anforderungen entsprachen. Für Erfindungen und Verbesserungen an Nähmaschinen bekam Louis Bollmann viele Privilegien (Patente).
Die Qualität der Nähmaschinen selbst, aber natürlich auch die gefertigten genähten Produkte waren ihm extrem wichtig. Zum erschwinglichen Preis musste auch noch der optische Eindruck passen. Die Nähmaschinen aus der Produktion von Louis Bollmann wurden wegen ihrer gefälligen und geschmackvollen Form gerne als „Salonmöbel“ bezeichnet. Schon nach wenigen Jahren stellte sich der große Erfolg der Firma Bollmann ein.
Am 20. Oktober 1864 trat August Rast in die Nähmaschinenfabrik Bollmann ein. Dies wurde eine wichtige Station in seiner Karriere. Er lernte hier verschiedene Fabrikate an Nähmaschinen kennen, aber vor allem die für ihn später sehr wichtige Grover & Baker-Nähmaschine.
Als August Rast am 19. Dezember 1868 die Firma Bollmann verließ, bekam er ein Zeugnis, das ihm seinen Fleiß und die „vollkommene Zufriedenheit“ von Louis Bollmann bestätigte. Weiters erhielt er für das K. k. Arsenal in Wien eine persönliche Empfehlung von Louis Bollmann, dass Herr Rast „besonders für das Arsenal zur Gewehrerzeugung“ geeignet sei.
In der 40-jährigen Festschrift von 1908 der Firma Rast & Gasser finden wir folgende lobenden Worte über Louis Bollmann: „Seine Werkstätte war die Pflanzschule vieler Arbeiter, sowohl Schlosser als auch Mechaniker, von denen sechs bis acht als selbständige, größere Maschinen-Fabrikanten hervor gingen, darunter auch der Chef der heute jubilierenden Firma, Herr August Rast.“

### Der Weg zur Selbständigkeit
Mit den wertvollen Kenntnissen aus dieser Zeit machte sich August Rast im Jahre 1868 mit der Herstellung von Nähmaschinen selbständig. Anfänglich fertigte er seine Produkte ganz alleine in der elterlichen Wohnung, bis er sich schließlich eine kleine Werkstätte in der Gablenzgasse leisten konnte. Die ersten Nähmaschinen, die August Rast herstellte, waren die damals sehr beliebten Doppelkettenstich-Nähmaschinen vom System Grover & Baker. Bereits am 12. September 1868 bezog als erster Händler, Herr C. D. Ohm in Budapest, die erste Nähmaschine von August Rast.
Mit Änderung der Mode im Jahre 1875 erkannte August Rast, dass die Anforderung an die Nähmaschinen sich ebenfalls änderten. Die ideale Nähmaschine für die neuen Bedürfnisse der Konsumenten sah August Rast in der amerikanischen Singer Nähmaschine. Er verlegte sich sofort auf die Produktion dieser Singer Nähmaschine.

### Gründung der Firma Rast & Gasser
1877 wurde der jüngste Bruder von Leopold Gasser (1836–1871) und Johann Gasser (1847–1896), Michael Gasser (1848–1905) Kompagnon von August Rast. Das 1878 neue Fabriksgebäude der Firma Rast & Gasser in Hernals brannte 1880 fast vollkommen nieder. Mit Johann Gasser gründete August Rast 1884 die Offene Gesellschaft Rast & Gasser. Der Sitz dieser Firma war in Ottakring in der „Gasser Fabrik“ Festgasse 17.
Johann Gasser verließ 1886 diese Gesellschaft. Sein Bruder Michael Gasser trat an seine Stelle als Gesellschafter ein. August Rast war mehr für die technischen Dinge in der Firma zuständig und lobte Michael Gasser für sein kaufmännisches Geschick.
Die Firma Rast & Gasser war für genaue Verarbeitung von Maschinen und Maschinenteilen bekannt. Ab 1887 bekam Rast & Gasser von der Waffenfabrik in Steyr Aufträge, Waffenteile für sie herzustellen. Diese Teile wurden für die Fertigung der Mannlicher Gewehre M1888 verwendet. 1890 endeten diese Aufträge über die Waffenteile, und die Nähmaschinenerzeugung wurde wieder verstärkt betrieben.
Am 14. August 1897 brachte August Rast ein Privilegiengesuch über „Neuerung an Revolvern“ ein. Dies führte zum bekannten Revolver Rast & Gasser M1898. Als großer Vorteile dieses Revolvers wurde hervorgehoben, dass er ohne Hilfsmittel zerlegbar sei und auch ohne solche wieder zusammen gesetzt werden konnte. Auch passen die einzelnen Teile dank seiner präzisen Verarbeitung mit jedem anderen Revolver gleichen Typs problemlos zueinander.
Ursprünglich wurden diese Waffen in der „Gasser Fabrik“ in Ottakring, und später in der Waffenabteilung der neu errichteten Rast & Gasser Fabrik in Hernals, Lobenhauerngasse 13 – 15, hergestellt. Neben dem Armeerevolver M1898 wurde auch der Gasser M1870/74 und der sogenannte „Montenegriner“ gefertigt. Zusätzlich zu den notwendigen Abteilungen für die Nähmaschinen- und Waffenherstellung, wie Dreherei, Fräserei, Gießerei usw. gab es auch eine eignen „Maschinen-Konstruktions-Werkstätte“. In dieser Abteilung wurden Spezialmaschinen nach eigenen Zeichnungen, die für die Erzeugung der Nähmaschinen oder Waffen notwendig waren, angefertigt.

### Pflege der Nähmaschinen-Geschichte
August Rast sah sich immer mit der Historie der Nähmaschinen verbunden. 1902 reiste er nach Kufstein, um mit der Stadtvertretung über die Errichtung eines Denkmals vom Erfinder der Nähmaschine Josef Madersperger zu beraten. 1903 wurde das von Theodor Khuen (1860 – 1922) geschaffene Denkmal aufgestellt.
August Rasts Sohn Josef Rast war Präsident des Komitees für die Errichtung eines Denkmals für Josef Madersperger in Wien. Dieses vom Bildhauer Karl Philipp (1872 – 1914) gefertigte Denkmal wurde im Jahre 1933 im Wiener Resselpark aufgestellt.

### Funktionen und Ehrungen
1905–1920 war August Rast Verbandspräsident der österreichischen Nähmaschinen Händler, Fabrikanten und Mechaniker und wurde anschließend Ehrenpräsident dieser Organisation.
Neben zahlreichen Auszeichnungen für die Fabrik Rast & Gasser wurde August Rast 1908 die goldenen Salvatormedaille verliehen.

### Privates
Am 25. Mai 1884 heiratete August Rast Franziska Rast, die zufällig den gleichen Nachnamen hatte. Sie bekamen drei Kinder: August Franz (1885 – 1936), Josef (1892 – 1972) und Tochter Leopoldine.
1908 ließ August Rast in Wien-Hernals vom Architekt Carl Bittermann (1871 – 1921) die „Villa Rast“ für die Familie errichten. Am 1. Dezember 1908 wurde in Wien „Sechzig Jahre Kaiser.“ mit einer Besonderheit gefeiert. In der Zeitung wurde berichtet: „Eine Illumination mit Millionen von Kerzen, Gasflammen und Glühlichtern in der ganzen Stadt“. An der Peripherie des 17. Bezirkes fiel die herrlich erleuchtete „Villa Rast“ besonders auf. Im November 1914 wurden im Rahmen der Kriegsfürsorge–Aktion „Förderung des Kinderschutzes und der Jugendfürsorge“ des Pestalozzi Vereines, fünfzehn Mädchen in der „Villa-Rast“ Kost und Unterkunft gegeben.
Am 23. Juni 1922 verstarb August Rast. Er wurde am 26. Juni auf dem Hernalser Friedhof beigesetzt.

## August Rast Bildergalerie

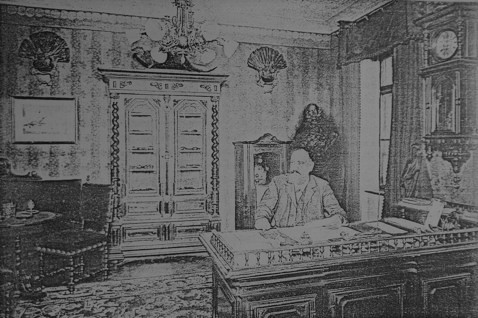
August Rast (Chefzimmer)(Bezirksmuseum Ottakring)
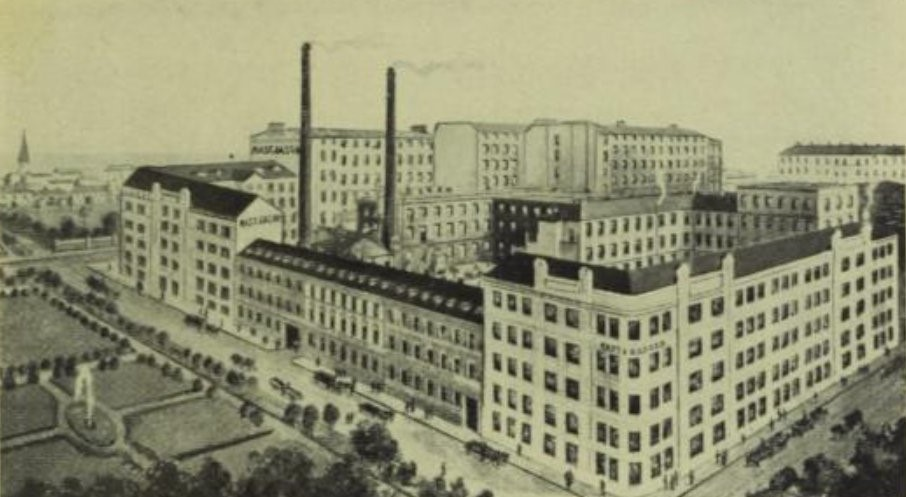
Rast & Gasser Fabrik (Bezirksmuseum Ottakring)
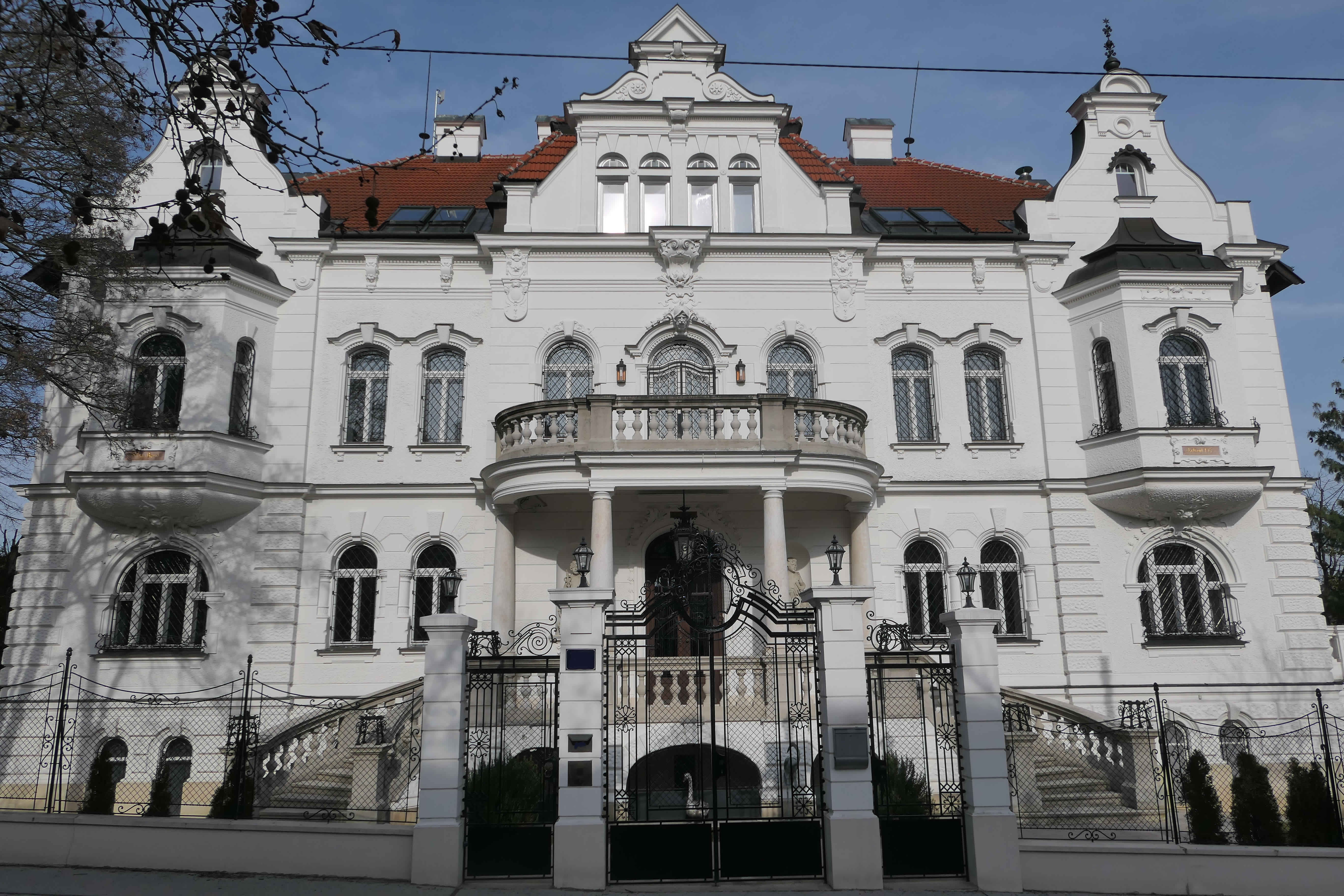
Villa Rast
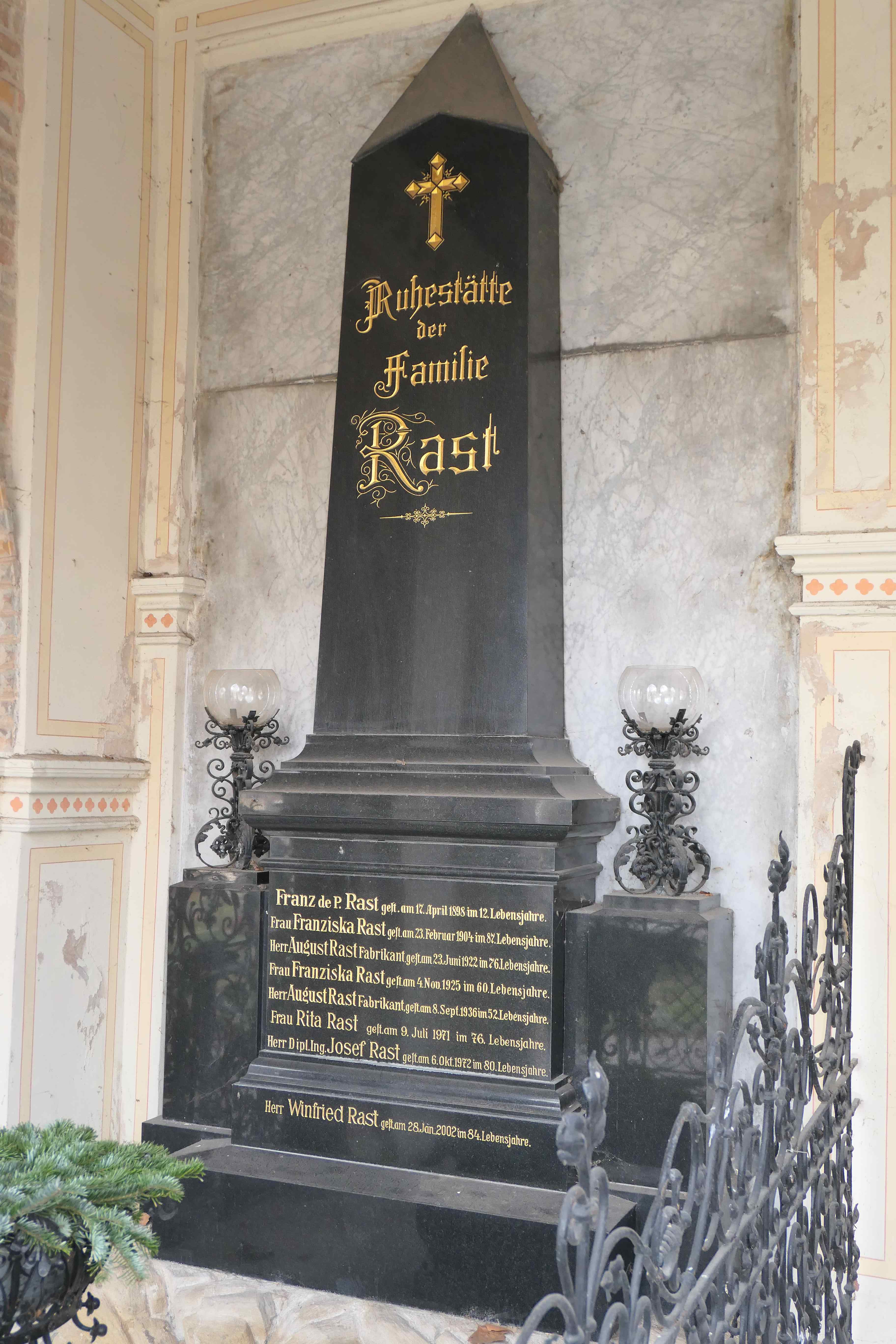
Grabstätte der Familie Rast